# Coro pétreo del Maestro Mateo

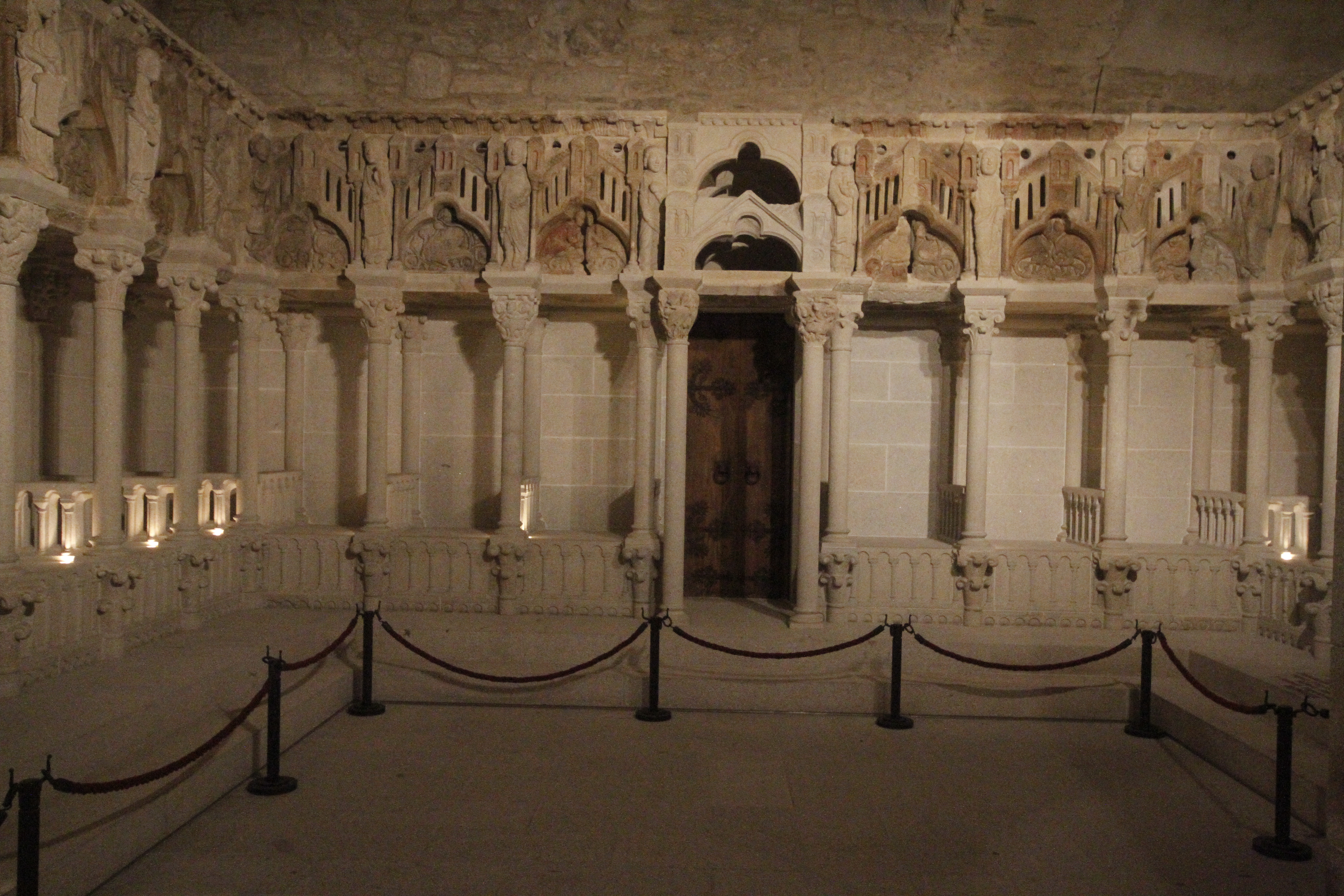
Reconstrucción del coro románico en piedra del maestro Mateo, en el Museo de la Catedral de Santiago.

El coro pétreo del maestro Mateo fue un conjunto arquitectónico-escultórico románico de la catedral de Santiago de Compostela, tallado totalmente en piedra por el taller de Mateo y construido hacia el año 1200. Fue desmontado entre 1603 y 1604 por orden del arzobispo Juan de Sanclemente para ser sustituido por otro de madera que encargó a Xoán Dávila y Gregorio Español, que fue desmontado a su vez en 1945.
El coro tenía una estructura rectangular y ocupaba los cuatro primeros tramos de la nave mayor a partir del crucero. En los tres primeros tramos se encontraban los 72 sitiales, en dos filas superpuestas, mientras que el cuarto tramo estaba ocupado por una tribuna sobre la que se encontraba el leedoiro.
Las piezas del coro románico derribado fueron aprovechadas en otras obras, tanto en la misma catedral como en ubicaciones más alejadas. El nuevo uso que se les dio dependió de la calidad de cada pieza: las esculturas de apóstoles y profetas fueron reutilizadas para la construcción de la Puerta Santa o como ornato de capillas y otras estancias de la catedral, o de otras edificaciones más lejanas.
Tras varias reconstrucciones parciales —el dibujo de una silla en 1953 y la reconstrucción de otra en 1961, dos en 1971 y tres en 1985—, los profesores Yzquierdo Perrín y Otero Túñez consiguieron montar en 1999 una reconstrucción virtual del conjunto completo y otra física, formada por 17 sitiales, que se expone en el Museo de la Catedral.

## Construcción
Está fuera de toda duda que la construcción del coro fue obra del taller del maestro Mateo, realizado en la última etapa de la construcción de la catedral y posterior al pórtico de la Gloria, probablemente hacia el año 1200. 
Ya existió un coro, mandado levantar por el obispo Gelmírez en la basílica prerrománica de Alfonso III, del que solo se conoce su existencia pero no sus características. El Códice Calixtino no lo menciona y la Historia compostelana (1100-1139) solo dice de él que era grande y magníficamente decorado. Esta basílica prerrománica —y con ella el coro de Gelmírez— fue derribada al terminar las obras de la catedral románica. 
Cuando se consagró la nueva catedral, el 21 de abril de 1211, el coro debió de estar acabado, inaugurándose en tan solemne ocasión. 
La técnica constructiva, el estilo de las esculturas, la composición del conjunto, coinciden con el trabajo del Pórtico y, como en este, se aprecia la mano de, por lo menos, cuatro artistas distintos bajo la dirección del maestro Mateo. A él se le atribuyen, como mínimo, cinco de las esculturas que coronaban la cara exterior: Jeremías, Abdías, Miqueas, Nahúm y Hageo.
El coro constituía una compacta y amurallada Civitas Dei, un templo dentro del templo (en palabras de San Agustín) con un complejo y elaborado mensaje teológico (como el que tiene el Pórtico de la Gloria).

## Destrucción

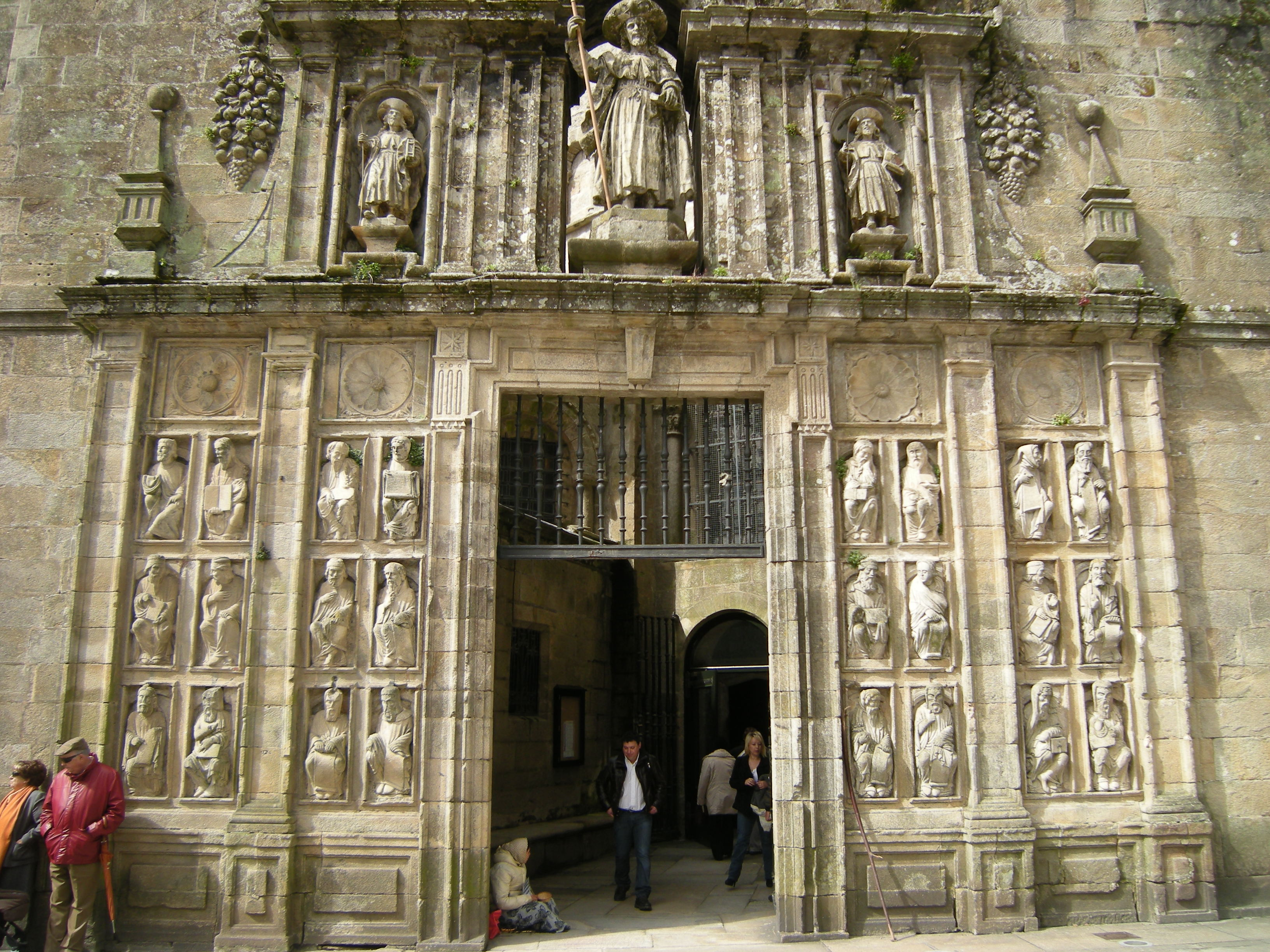
Puerta Santa, con 24 esculturas procedentes del antiguo coro románico.

Ya en 1519, el arzobispo de Compostela Alonso III de Fonseca dictó unas capitulaciones que regulaban los oficios religiosos y las normas de protocolo a seguir por los canónigos de la catedral, entre las que se cita la prohibición de moverse de un coro a otro o de bajar del coro superior al inferior. Todo esto quizás esté en el origen del acuerdo del Cabildo catedralicio de 7 de junio de 1522 por el que se nombra una comisión para que:

«vean y acuerden si será bien mudarse el coro de la dha. yglesia o no, o lo que se debe hacer en ella, para que lo que ellos acordaren con oficiales y a vista dellos, se hiciese.»

En cualquier caso, el coro no fue alterado. Según Manuel Chamoso Lamas, el resultado de esta comisión fue solo la ampliación del coro con varias sillas de madera: un contrato del 18 de junio de 1536 entre la abadesa del convento de Santa Clara de Santiago de Compostela y el escultor flamenco Cornielles de Holanda acuerda la construcción de «veinte y quatro sillas de madera muy bien hechas, del talle y manera y del tamaño de las sillas que están en el coro de la Santa Iglesia de Santiago».
Quizás la primera actuación sobre el coro pétreo (primera mutilación, según Yzquierdo Perrín) ocurrió hacia 1545, cuando se encarga a dos canónigos «que entienden en ... mudar e retraer la rexa del coro y retraer el dicho coro», medida que afectó al primer sitial de cada lado.
La destrucción del coro no llegaría hasta que fue nombrado arzobispo Juan de Sanclemente quien, según Antonio López Ferreiro, «tenía gran empeño en que se cerrase la puerta trasera del coro para poner en su lugar la silla pontifical». La silla del arzobispo estaba situada al comienzo del lado norte del coro —coro del Chantre, en el lado sur se situaba el coro del Deán—, y consideraba poco digna la situación lateral de su silla, lo que explica su manía de cerrar la puerta del coro y colocar allí, centrada, su silla. Además, era evidente que soñaba con un coro renacentista.
En 1594 se acordó alargar el coro en su parte posterior con más sitiales, que fueron encargados a Gregorio Español y Diego Solís. No se sabe realmente cuántos sitiales hicieron, ni siquiera si llegaron a colocarse, aunque existen indicios de que así fue y que esto trajo consigo el derribo del Leedoiro y del lado trasversal del coro para poder colocar los nuevos sitiales en la parte posterior del trascoro.
Aun así, esta convivencia de los sitiales de madera con el coro pétreo solo fue provisional. El 20 de julio de 1599 el arzobispo Sanclemente consigue por  
fin que el Capítulo acordase

«para effecto que en el medio del Coro se haga la silla arçobispal y que las demás sillas se hagan en la mejor traza que pareciere, quedando el coro claro y con luz sufficiente. Y visto por su Señoría el Sr. Arçobispo dixo que, porque el coro se hiciese, su Señoría se obligaba y obligó de que daría más luz y claridad que al presente hauia en el coro y que, no quedando, su Señoría, a su costa, volvería a reedificar su silla y todo lo que fuese necesario para que el coro tuviese tanta luz y claridad y más que el presente tiene.»

Un contemporáneo de la destrucción del coro, el historiador Mauro Castellá Ferrer (Historia del apóstol Santiago), escribió en 1605 lo siguiente:

«se ha desecho el más lindo Coro antiguo que avía en España.»

La destrucción del coro del maestro Mateo comenzó en el último trimestre de 1603 y finalizó en los primeros días de enero de 1604, de la mano del entonces maestro de obras de la catedral Ginés Martínez. En esa fecha Sanclemente había fallecido (abril de 1602), sucediéndole el arzobispo Maximiliano de Austria, quien trajo consigo al arquitecto Ginés Martínez y lo nombró maestro de obras en 1603.

## Dispersión

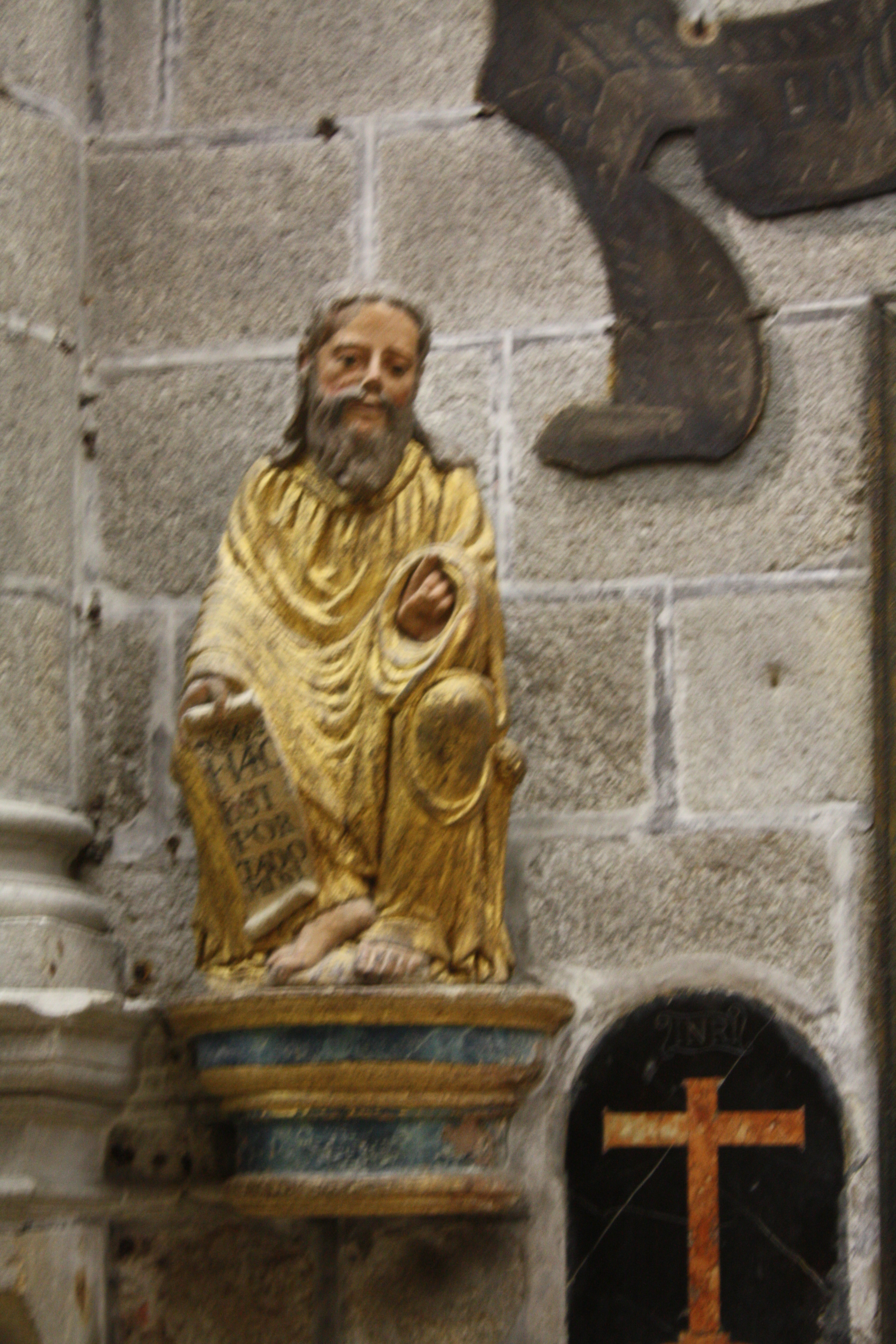
San Judas Tadeo en el interior de la Puerta Santa.

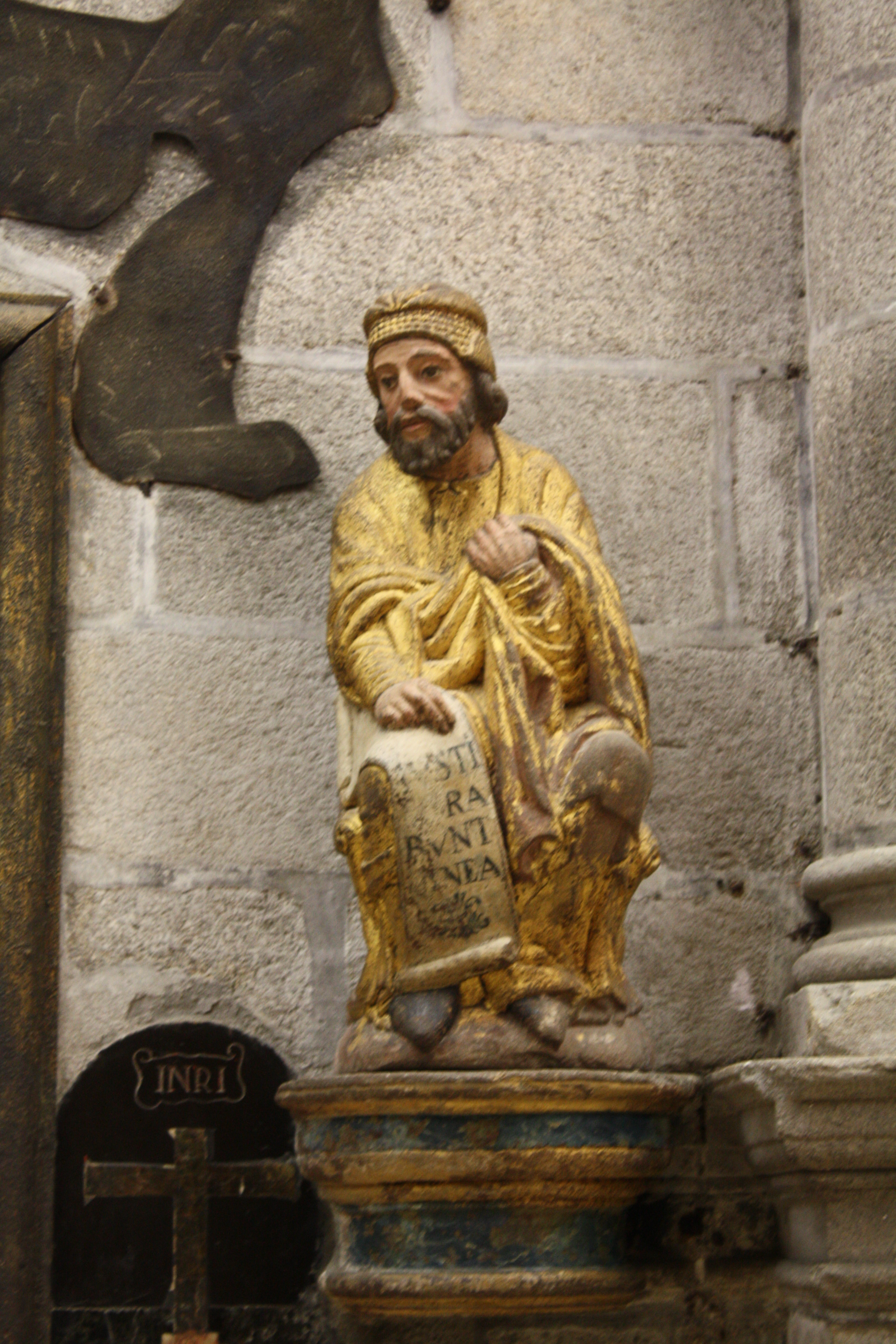
El profeta Ezequiel en el interior de la Puerta Santa.

Como resultaba habitual en la práctica arquitectónica de aquella época —y también en otras posteriores—, las piezas del coro derribado fueron aprovechadas en otras obras que se realizaron en la catedral y en sus inmediaciones. 
El uso que se les dio dependió de la calidad y aprecio percibido de cada pieza. Las esculturas de apóstoles y profetas fueron usadas para la construcción de la Puerta Santa o como ornamentos de capillas y estancias de la catedral, pero también en otros puntos más distantes. Este aprovechamiento permitió que hoy se haya logrado recuperar 36 de las 38 figuras que coronaban la cara exterior del coro.
Las 24 estatuas de la fachada exterior de la Puerta Santa fueron colocadas en el siglo XVII. 
Entre 1611 y 1616 se colocaron las primeras doce, según se puede ver en los dibujos que José Vega y Verdugo insertó en su Memoria sobre las obras en la catedral de Santiago (1657) para argumentar la necesidad de la reforma de la fachada de la catedral que da a la plaza de la Quintana. 
A partir de 1658, el arquitecto José Peña de Toro comenzó las obras de esta fachada y completó la Puerta Santa con otras doce estatuas y con los cuatro plafones de la parte superior. Por más que fuese impensable su utilización para una futura reconstrucción del coro, su estudio permitió saber más sobre la disposición iconográfica que tuvo el coro en su emplazamiento original.
Yzquierdo Perrin y Otero Túñez inventariaron en 1990 las siguientes figuras del coro, dispersas en diferentes localizaciones:
- 24 profetas y apóstoles en la Puerta Santa, más 4 plafones en la misma puerta
- 2 figuras más (el profeta Ezequiel y el apóstol Judas Tadeo) en el deambulatorio de la catedral, a ambos lados de la cara interna de la Puerta Santa.
- 2 figuras en la Fuente de Vilanova, en Vedra.
- 2 figuras en el Museo Arqueológico Nacional, que fueron adquiridas en 1950 y en 1961 a sendos propietarios particulares y que procedían de una vecina de la calle de Acibechería, la primera, y de un pazo de la Comarca de Ulloa, la segunda.
- 3 figuras en la buchería de la catedral.[1] Una de estas estatuas fue utilizada para la reconstrucción del coro situado en el museo.
- 2 figuras expuestas en el Museo de la Catedral, procedentes de la colección Blanco-Cicerón y cedidas al museo en 1985.

|  | 1. Rey Salomón; 2. Moisés; 3. Profeta Daniel; 4. Profeta Isaías; 5. Aarón; 6. Profeta Nahum; 7. Evangelista San Lucas; 8. Profeta Hageo; 9. Rey Saúl; 10. Profeta Zacarías; 11. Apóstol S. Andrés; 12. Apóstol Simón. |  | 1. Profeta Miqueas; 2. Profeta Oseas; 3. Profeta Samuel; 4. Apóstol San Felipe; 5. Profeta Abdías; 6. Apóstol San Tomás; 7. Profeta Malaquías; 8. Evangelista San Marcos; 9. Profeta Jeremías; 10. Apóstol Santiago el Mayor; 11. Profeta Habacuc; 12. Profeta Jonás. |

Otras piezas fueron usadas en diferentes partes en la catedral (muros, pavimentaciones) pero el resto de los elementos sufrió peor suerte. Con las piezas que retiró al desmontar el coro, Ginés Martínez hizo la base del nuevo coro de madera (acabado en 1606) y, dos años después, aprovechó otras para rellenar las escalinatas de acceso a la fachada del Obradoiro, cuya construcción también le fue encomendada.
En las sucesivas excavaciones realizadas durante los siglos XIX y XX en diferentes localizaciones del complejo de la catedral fueron apareciendo muchos de los elementos constructivos del viejo coro de piedra. Estas excavaciones se realizaron en distintas campañas y por distintos autores en el subsuelo de la nave mayor, en el pavimento de la cripta del Pórtico de la Gloria, en la nave oriental del claustro y en el acceso a la galería sur del claustro, además de las ya citadas en las escaleras del Obradoiro.

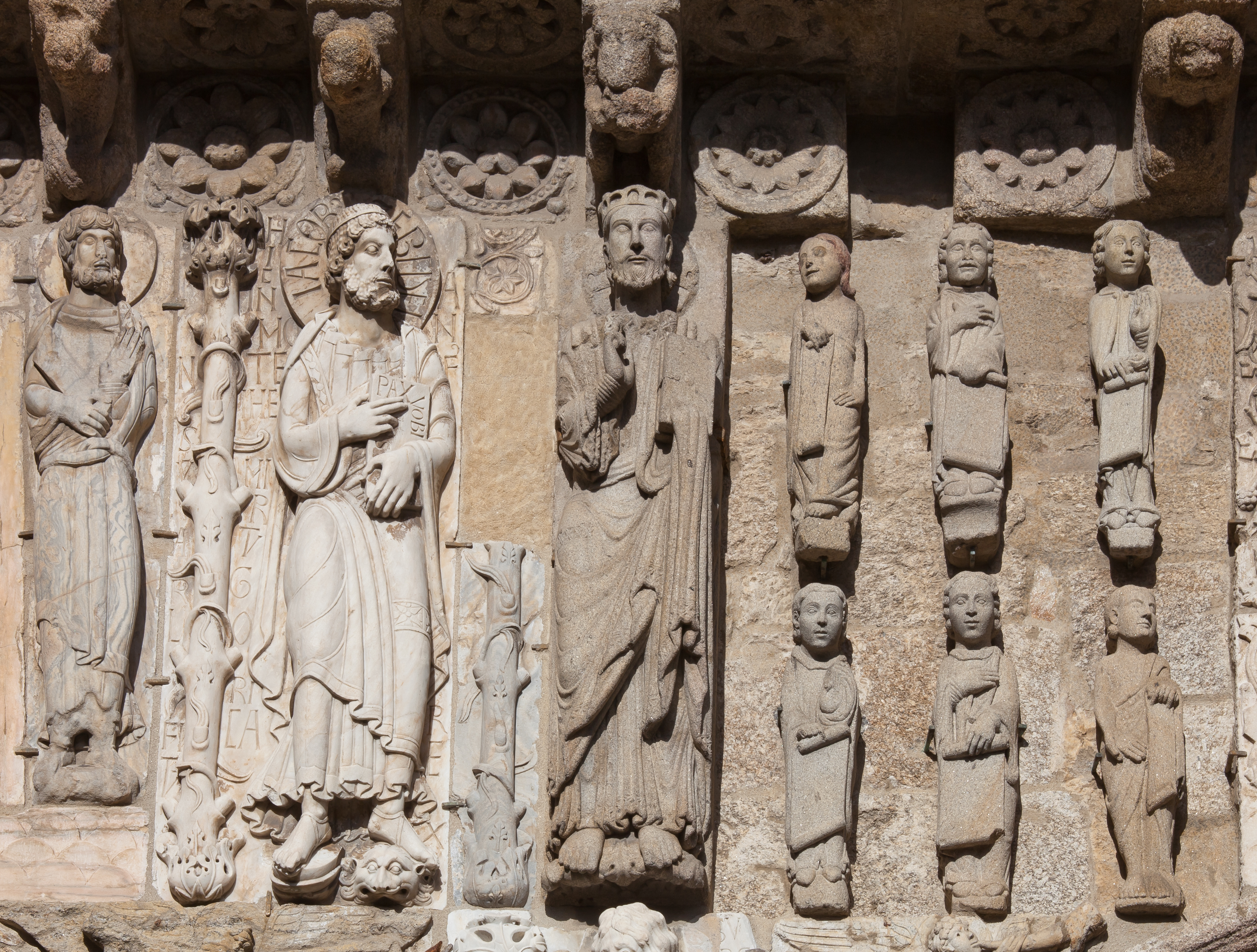
Niños cantores en la fachada de Platerias.

Aún hoy puede verse, en el pilar noroeste del crucero, un bloque tallado dentro del pilar a unos dos metros de altura que probablemente proceda de una esquina del sillar bajo del coro de piedra y que se colocaría allí para restaurar algún daño ocasionado al desmontar el coro. Algunas piezas aparecieron en lugares tan insólitos como las estructuras de cierre de algunas tiendas situadas en la Plaza de Platerías, e incluso hay dos ménsulas que hoy sostienen una viga de una casa particular en la calle compostelana de la Fuente de San Antonio. 
Hubo piezas que terminaron fuera de Santiago, como es el caso de la fuente de San Pedro de Vilanova (Vedra, La Coruña), e incluso algunas esculturas fueron a parar a manos privadas, como los apóstoles y profetas de la colección Blanco-Cicerón —cedidos hoy a los fondos del Museo de la Catedral— o del Museo Arqueológico Nacional. Dos estatuas más siguen sin ser identificadas.
Mención aparte merecen las seis figuras de niños cantores situadas en el friso del Pórtico de Platerías (sobre el tímpano derecho). Fueron colocadas allí por Antonio López Ferreiro en 1884, aunque en esa fecha se desconocía que su origen era el coro del maestro Mateo. Fueron atribuidas al Pórtico del Paraíso. Otras figuras de niños cantores fueron a parar a las jambas de la capilla de San Salvador de Bembibre (en Valle del Dubra, La Coruña) o al pie de un crucero de Santa Cristina de Nemenzo, parroquia de Santiago de Compostela. Las primeras fueron recuperadas por Chamoso Lamas en torno a 1970 y utilizadas, en 1971, en la segunda reconstrucción de dos sitiales que hoy forman parte del coro reconstruido en el Museo de la Catedral.

## Recuperación

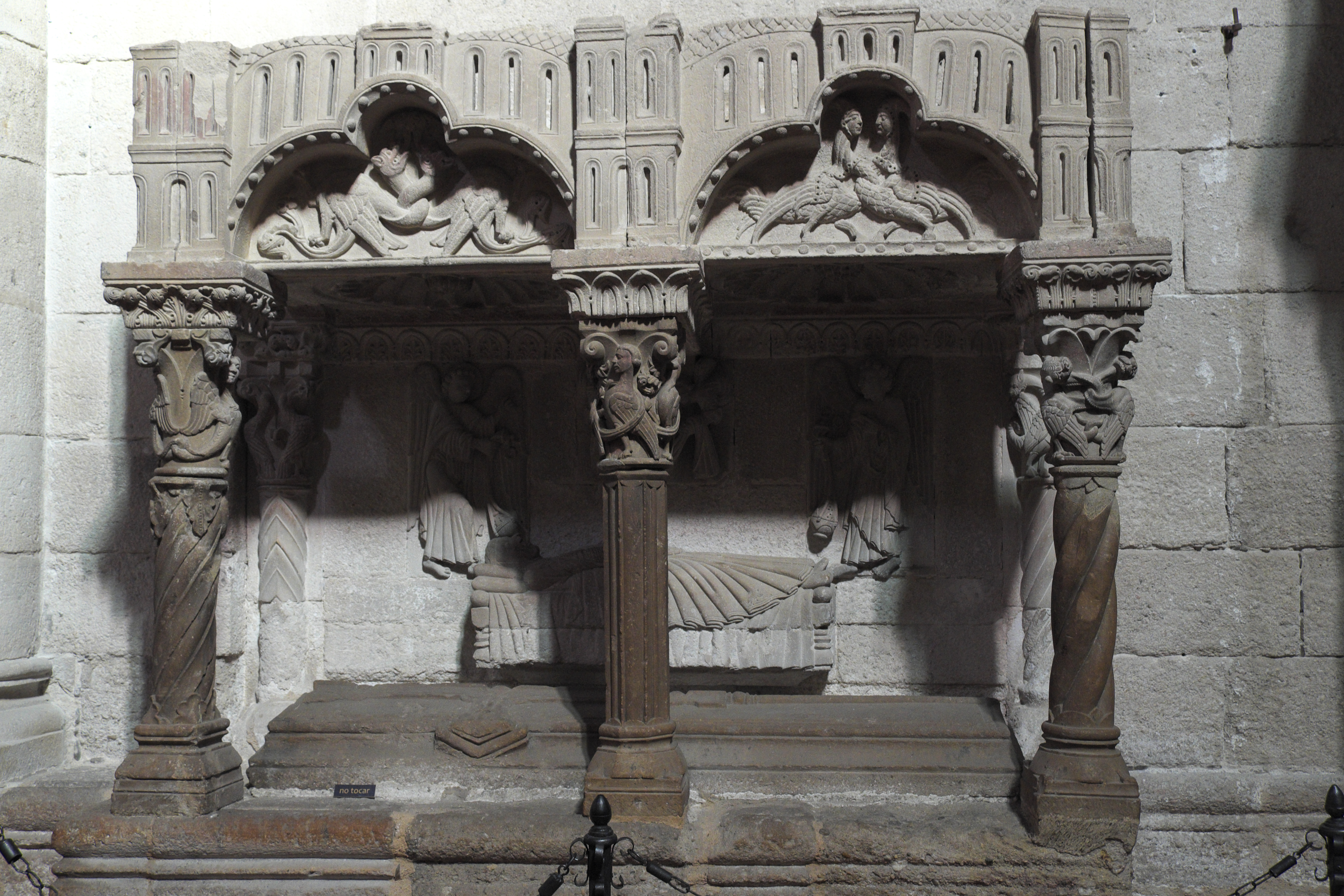
Baldaquino del sepulcro de María Magdalena, en Zamora.

Antonio López Ferreiro, en los albores del siglo XX, y Manuel Chamoso Lamas, en las excavaciones que realiza en la catedral entre 1946 y 1958, recuperaron y reconocieron como pertenecientes al coro de piedra algunas figuras colocadas en el claustro de la catedral, en la Puerta Santa y en los lugares de fuera de Santiago ya citados.
A partir de estos elementos José Manuel Pita Andrade publicó en 1953 varios dibujos con una primera propuesta de cómo pudo ser un sitial del coro, sobre una sugerencia de Xosé Filgueira Valverde y José Ramón Fernández-Oxea. Ambos historiadores establecieron ya en 1932 el innegable paralelismo entre el sepulcro de la iglesia de la Magdalena, en Zamora, y el coro de piedra de Mateo, del que deriva aquel:

«Soio compre indicar as relacións do tema dos arquiños trilobulados, baixo torreciñas e teitos, cos que temos que topar en Santiago no coro vello e nos desfeitos sartegos da capela do Espíritu Santo.»
Filgueira e Ramón Fernández-Oxea, 1930, p. 102.

Texto que modificaron ligeramente en 1987:

«Sólo conviene indicar las relaciones del tema de los arquillos trilobulados entre torrecillas y techos, con piezas que hemos de encontrar en Galicia como las del infortunadamente destruido coro románico de la Catedral de Santiago y en los que cobijaban sepulturas en el mismo templo y se ven en la capilla del Espíritu Santo.»
Filgueira e Ramón Fernández-Oxea, 1987, p. 19.

En 1961, Chamoso Lamas presentó una reconstrucción de un sitial que se mostró en una exposición dedicada al arte románico en Barcelona y Santiago de Compostela. En 1971, con motivo de otra exposición celebrada en Nueva York dedicada al arte en el año 1200 (The Year 1200), Chamoso Lamas y Pita Andrade presentaron otra propuesta que modificaba parcialmente la anterior y que ahora comprendía la reconstrucción de dos sitiales. Una vez terminada la exposición, se colocaron en la cripta del Pórtico de la Gloria.
En 1978 tuvo lugar el descubrimiento del mayor número de piezas del coro, con motivo de las obras de restauración que Chamoso Lamas dirigió en las escalinatas de Obradorio y en la plataforma en la que terminan, frente a la fachada de la catedral. Al levantar el pavimento se comprobó que algunas de las piedras de la escalinata tenían, en su cara oculta, arcos, columnas, castillos y diversas figuras que se correspondían, estructural y temáticamente, con los restos conocidos del viejo coro pétreo. Estas obras no formaban parte de ningún proyecto arqueológico sino que se dirigían a corregir las filtraciones que desde esta plataforma afectaban a las bóvedas de la cripta inferior del Pórtico de la Gloria. Curiosamente ya hubo este mismo problema en 1659, al poco de construirse estas escaleras, y motivó un pleito entre el párroco de las parroquias de San Juan Bautista y San Fructuoso —situadas en aquella época en la cripta— y el Cabildo de la catedral.
Con toda la información recogida hasta entonces sobre el coro románico de Mateo, los profesores Yzquierdo Perrín y Otero Túñez organizaron en 1981 una mesa redonda en Santiago, con la colaboración de Pita Andrade y Chamoso Lamas y varios catedráticos de historia del arte, que culminó en 1985 con la propuesta de la reconstrucción completa del coro, tanto en su disposición espacial como iconográfica, así como en una reconstrucción de tres sitiales, que se presentarían en Europalia 85 (Gante, Bélgica) dentro de la exposición Santiago de Compostela. 1000 años de peregrinaje europeo.

## Proceso de reconstrucción

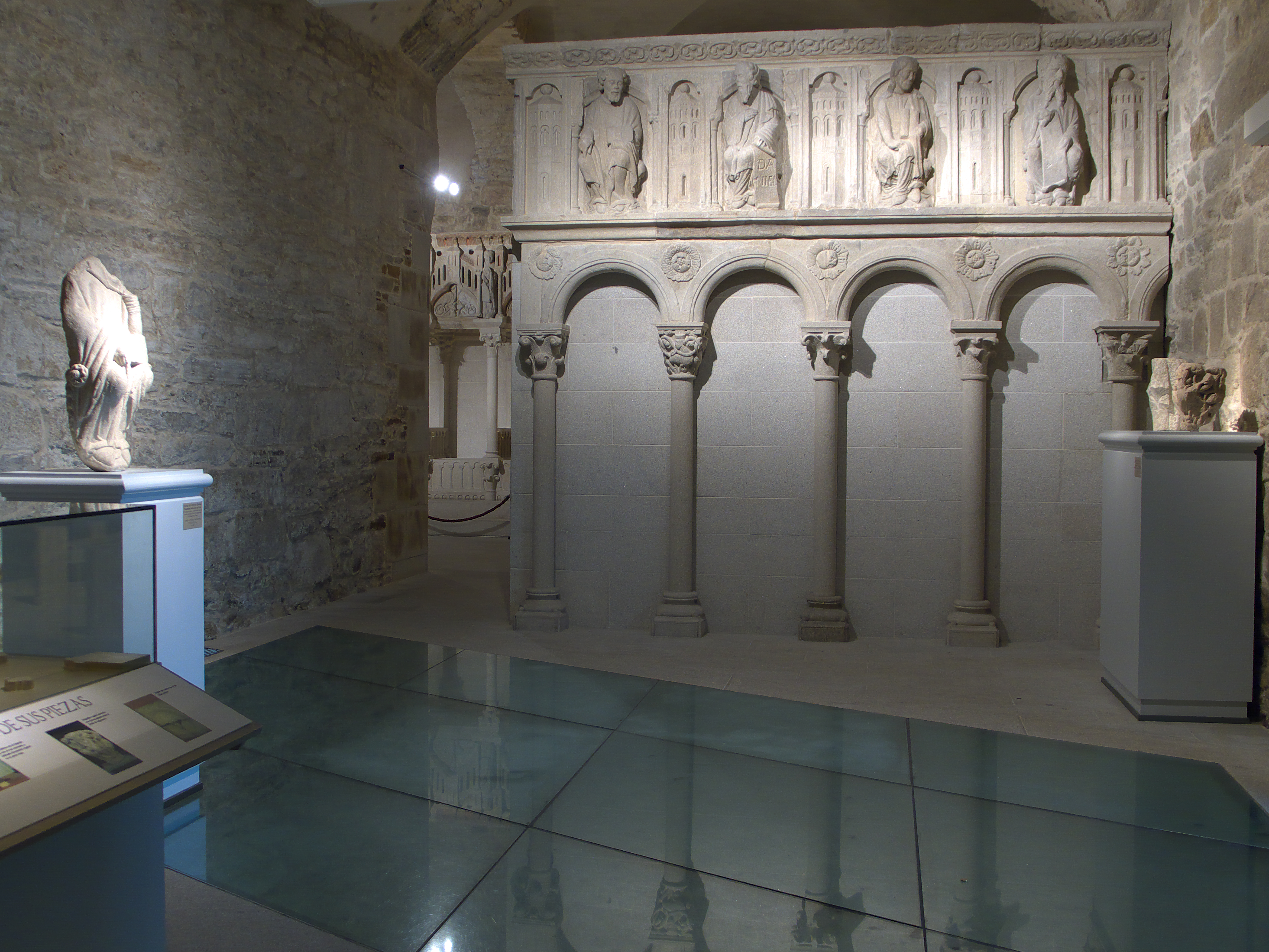
Lado exterior del coro. La figura decapitada de la izquierda también forma parte del mismo.

En 1995 se inició la reconstrucción completa del coro, gracias al patrocinio de la Fundación Pedro Barrié de la Maza. 
El coro reconstruido consta actualmente de 17 sitiales, expuestos en el Museo de la Catedral: 8 del lado sur, 6 de la cabecera y 3 del lado norte, estos últimos con su fachada exterior. Para esta fachada exterior solo se disponía de 5 figuras, de las que se utilizaron de izquierda a derecha las de San Pedro, San Pablo, San Mateo apóstol y San Juan evangelista. Esta reconstrucción fue inaugurada por la reina Sofía el día del Apóstol del año Santo Jacobeo de 1999.
Todas la piezas originales que se emplearon para esta reconstrucción pertenecen al Museo de la Catedral. Fue una de las condiciones del convenio firmado entre el Cabildo, la Fundación Barrié y los autores.
Durante la reconstrucción del coro se tuvo especial cuidado en asegurar una intervención mínima y cuidadosa de las piezas originales. La reconstrucción de las piezas incompletas se hizo sobre moldes de escayola que permitían mantener seguros, sin desplazamientos ni manipulaciones, los fragmentos originales y reproducir las partes que faltaban en diferentes talleres. Estas reproducciones se hicieron sobre granito procedente de una cantera de Friol (Lugo), claramente distinto del que utilizó el maestro Mateo, procedente de canteras de las inmediaciones de Santiago, y con las figuras simplemente esbozadas, todo con la intención de que se distinga sin dificultad el material original y el reconstruido.
Algunas piezas, pocas, no precisaron ningún trabajo de restauración, bien porque estaban en buen estado de conservación, bien porque ya habían sido restauradas anteriormente. Se limpió y se fijó la policromía de las piezas que la conservaban y se consolidó el granito cuando fue necesario.

## Descripción
El coro tenía una estructura rectangular en U abierta hacia el altar mayor, y ocupaba los cuatro primeros tramos de la nave mayor a partir del crucero. En los tres primeros tramos se distribuían los sitiales de los canónigos, mientras que el cuarto tramo estaba ocupado con una tribuna y el leedorio sobre ella.
Del mismo modo que el Pórtico de la Gloria, el coro de Mateo estaba policromado, como lo demuestran los restos de color en algunas de las piezas recuperadas (estatuas, relevos, capiteles, vigas etc.), a base de rojo, blanco, azul y negro.
El coro estaría aislado de las naves circundantes —y del deambular de los peregrinos y el murmullo que producirían— por unas cadenas colocadas en 1288 entre los laterales del coro y la capilla mayor, creando así una Vía Sagrada que cerraba el crucero, un corredor que facilitaba el paso entre los dos recintos durante la celebración de los actos litúrgicos. Esta Vía Sagrada se mantuvo con el nuevo coro de madera que vino a sustituir al de Mateo y no desapareció hasta que fue desmontado en 1945.

### Lado exterior
La cara externa del coro, que daba a las naves laterales de la catedral, estaba formado por un muro ciego excepto en el leedorio, donde las arquerías estaban abiertas. 
Esta cara exterior, formada por cuatro arcos en cada tramo, estaba rematada por figuras de apósteles y profetas centrados sobre los arcos, que alternaban con los torreones, centrados sobre las columnas. Las figuras miden unos 90 cm de altura y unos 45 de ancho. Todas están enmarcadas en un arco de medio punto tallado en el mismo bloque de la figura o en una losa colocada por detrás. 
Las figuras se distribuían en las fachadas norte (16 profetas —4 mayores y 12 menores—, todos con la cabeza cubierta) y sur (12 apóstoles y 4 evangelistas, todos con la cabeza descubierta y portando libros cerrados o pergaminos extendidos). Aquellos, los profetas, representaban el Viejo Testamento frente a los apóstoles y evangelistas que representaban el Nuevo. En la cara externa del trascoro (occidental) se disponían tres figuras a cada lado de la puerta, representando diversos personajes bíblicos.
La identificación de las 36 figuras que se conocen fue tarea difícil, ya que carecen de los atributos característicos y de las inscripciones que pudieran contener los pergaminos que las acompañan, que desaparecieron completamente. En algunos casos nos consta que la cabeza actual no es la original, como resulta evidente en el caso del profeta Jonás. Pascual Madoz, en su Diccionario geográfico-estadístico-histórico de España y sus posesiones de Ultramar cuenta que a consecuencia de la Primera Guerra Carlista (entre 1833 y 1840), «las estatuas de la primera línea fueron decapitadas en una noche por el furor de la pasada guerra de Sucesión», siendo restauradas pocos años después. En 1990, la prensa local daba la noticia de que la cabeza del profeta Nahum —una de las figuras de la primera línea que fueron decapitadas en la citada guerra y, precisamente, una de las cinco figuras que se atribuyen directamente a la mano del maestro Mateo— cayó al suelo y se rompió, por lo que tuvo que ser sustituida por la que hoy se ve.
Para reconstruir la iconografía del coro, Yzquierdo y Tuñez tuvieron que recurrir a diseños particulares, como la presencia o ausencia de gorros o capuchas, las descripciones del Nuevo y Viejo Testamento, etc. También se tuvo en cuenta la disposición en parejas, como conversando entre sí, recurso que ya utilizara Mateo en la colocación de las estatuas de apóstoles y profetas en las columnas del Pórtico de la Gloria.

### Sillería

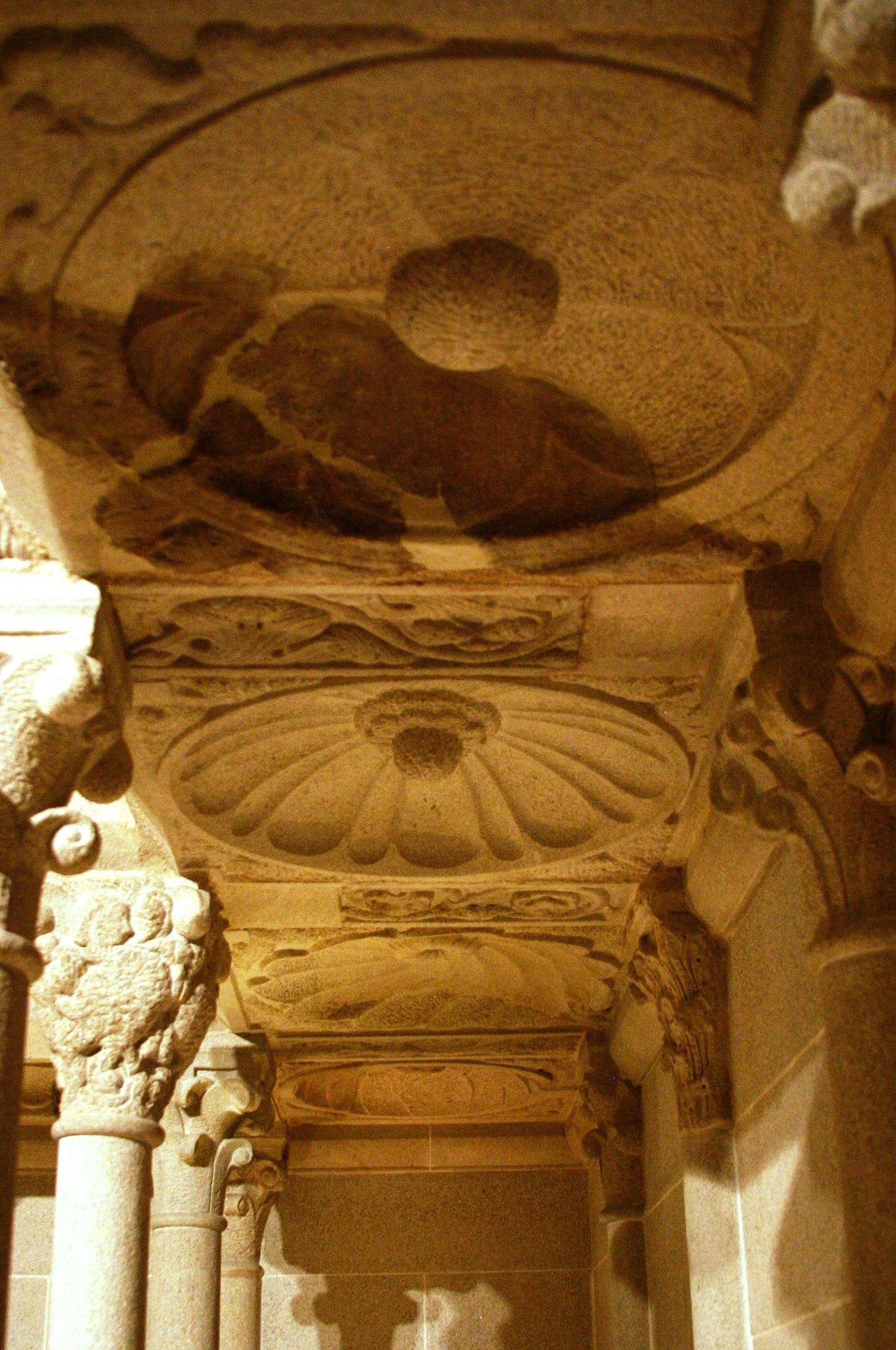
Detalle de los plafones situados sobre los sitiales del coro.

En el interior del coro se disponía la sillería. Las sillas eran 72 en total, en dos niveles de 36 cada uno (15 en cada uno de los dos laterales y 6 en la cabecera), para dar cabida a los 72 canónigos que estableciera el obispo Gelmírez. Las sillas inferiores formaban un simple banco corrido con una decoración labrada semejante a los asientos de la superior, aunque sin respaldo ni techo. Las sillas de la fila superior estaban mucho más elaboradas (y son las que ahora se ven en la reconstrucción) y estaban reservadas para los miembros de mayor dignidad en el cabildo. Los restantes clérigos ocupaban los sitiales de la sillería baja.
Los asientos medían unos 90 cm de ancho, excepto los seis colocados en la cabecera, más estrechos para adaptarse al ancho de la nave y a la necesidad de abrir una puerta central. Consistían en bloques de 39 cm de alto dispuestos sobre un zócalo de piedra de unos 9 cm. La cara frontal de esos bloques tenía una arquería ciega formada por cinco pequeños arcos de medio punto.
Estas arquerías frontales alternaban con unas ménsulas de la misma altura y decoradas con motivos vegetales que servían de base a las columnas que separaban a cada asiento (una exenta y otra adosada) y que sostenían los plafones que servían de techo para cada silla. Estos plafones, todos semejantes pero diferentes entre sí, consisten en un círculo central que forma distintas composiciones geométricas a partir de un botón central. Entre silla y silla, una pequeña división con arcadas abiertas (a diferencia de las existentes en el frontal de los asientos), servía para apoyar los brazos.
Solo se han recuperado pequeños fragmentos de las columnas, por lo que resulta imposible saber la altura exacta de los sitiales. También se ignora si los fustes eran lisos o decorados, aunque resulta probable que fuesen entorchados o estriados. Sobre las columnas había unos capiteles con motivos vegetales o, a veces, con aves-sirenas.
Es posible, aunque no se puede confirmar, que cada asiento contase con un respaldo formado por una losa semicircular. Tras él se encontraba la pared lisa del cierre del coro, quizás con decoración pintada.

### Crestería

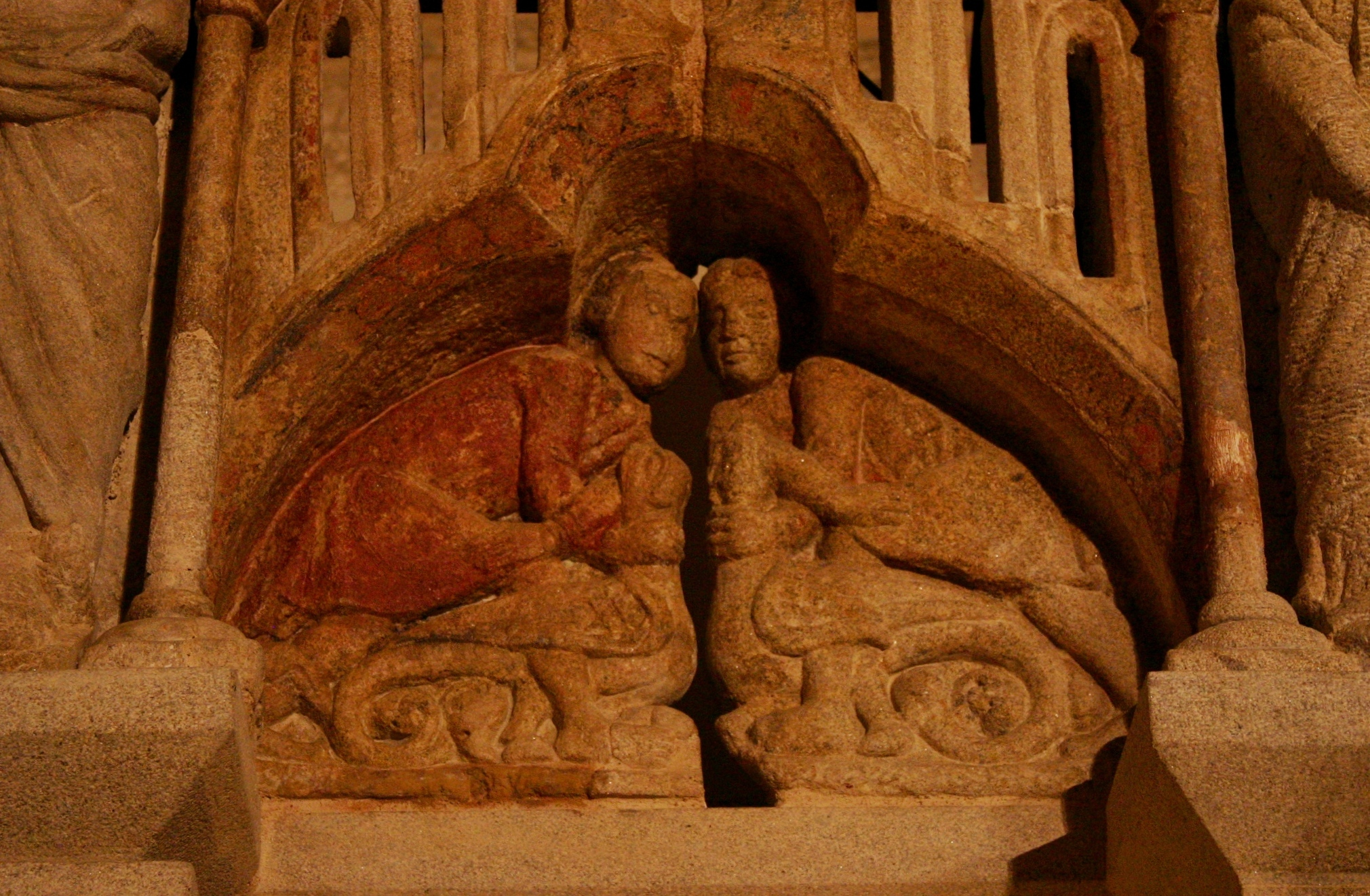
Detalle de un dosel. Obsérvese el diferente tratamiento de las partes reconstruidas y de las originales.

Las sillas del coro estaban coronadas por una elaborada crestería formada por doseles coincidentes con los espacios de los asientos, alternando con estilizadas figuras de niños cantores que coincidían con el eje de las columnas. Ya vimos que López Ferreiro colocó seis de estos niños cantores en la fachada de Platería. Otros dos fueron recuperados en 1970 de la puerta de la capilla de San Salvador de Bembibre (en Valle del Dubra).
Estas figuras son todas semejantes, con una altura de 80-83 cm y una anchura de 18-21 cm, todas exentas menos dos que se esculpieron junto a otros motivos, en el mismo bloque, y que se supone que estaban destinadas a los primeros módulos de cada lado.
Aún existe otra figura más, que sigue un esquema semejante pero de 26 cm de ancho y que representa a un adolescente. Carece de pergamino y muestra la palma de la mano izquierda. Aparece en la escalera de la casa del Deán en los años 60 del siglo XX y hoy está en el Museo de la Catedral. Se supone que estaría colocada a uno de los lados de la cara interior de la puerta trasera del coro.
Los doseles estaban formados por un arco trilobulado sobre el que se levanta un torreón. Bajo los arcos se talló un completo y detallado bestiario medieval con  
animales mitológicos (dragones, sirenas, grifones, centauros, basiliscos) o reales (un águila y un león). Solo en un caso hay representación humana: un hombre luchando con una sirena a la que agarra por el pescuezo. Cada módulo, de 88 cm de alto y 82 cm de ancho puede estar formado por un solo bloque de piedra o por dos elementos simétricos; en el primer caso la figura representada puede ser única o doble pero en el segundo, que es la construcción más común, se trata de figuras enfrentadas. Sobre las columnas se colocaron personajes infantiles de pie, con grandes pergaminos en sus manos. El conjunto estaba coronado por una cornisa decorada con motivos vegetales y bolas, en la que se puede apreciar restos de policromía con colores rojo, blanco, negro, azul y oro.

### Leedoiro
En el extremo occidental del coro se abría una tribuna que se conoció como pulpitum y, más comúnmente como leedoiro (legitorium): sobre él se leía el Evangelio y la Epístola en las grandes celebraciones. Según documentación del siglo XIV, se construyeron debajo de él dos altares dedicados a San Jorge y a Santa Úrsula y las Once mil Vírgenes; posteriormente también se colocaron los sarcófagos de Pedro Fernández de Castro (muerto en 1340) y del arzobispo Rodrigo de Moscoso († 1382).
En el centro del trascoro se abría la puerta de acceso al coro. Sobre la puerta y de frente al exterior existía un tímpano que representaba la Epifanía, hoy desaparecido. Aunque no se haya recuperado este tímpano, hay constancia documental de su existencia y temática.
A la izquierda del tímpano estaría un delicado relieve representando a los tres caballos de los Reyes Magos, cada uno de un color diferente, saliendo de una torre o ciudad fortificada que se identifica con Jerusalén. Este relieve se encontró como relleno de la plataforma de la fachada del Obradoiro, en bastante buen estado, y se conserva hoy en el Museo de las Peregrinaciones. En el lado derecho de esta Epifanía se supone que estaría un relieve de la Anunciación, por paralelismos con otros tímpanos góticos foráneos y gallegos de la misma o posterior época; no se recuperó esta pieza ni ningún fragmento que pudiera pertenecer a la misma.